# عرقي (مشروب)

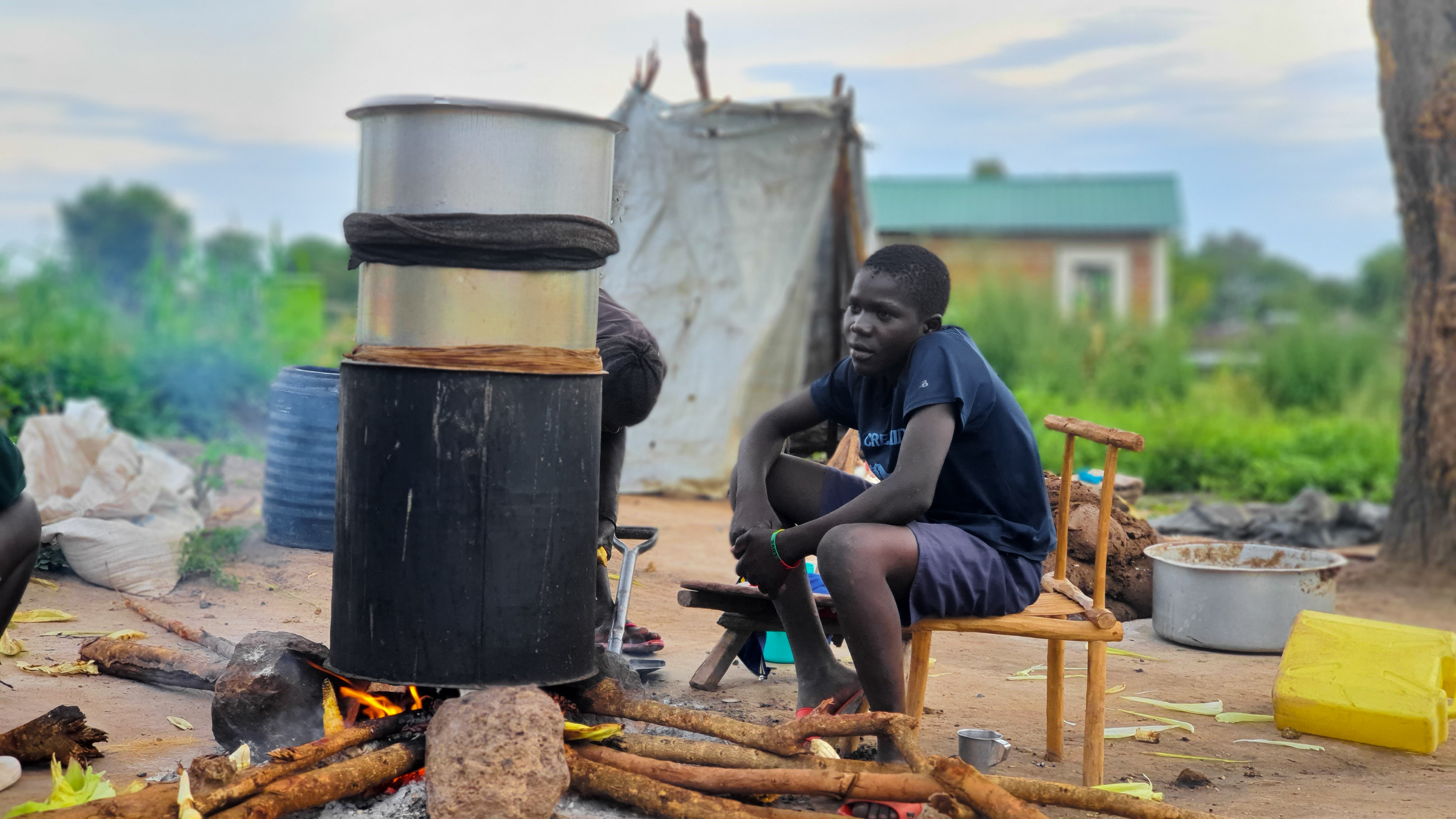
صبي من جنوب السودان يٌقطر الكحول في المنزل

العرقي هو مشروب كحولي مقطر من التمر منتشر في السودان . في عام 1983 حُظر بيع العرقي كونه يدخل في نطاق الكحول وهو ممنوع شرعًا، ولكن يوجد في السوق الأسود لتلبية الطلب المحلي . يصنع الشراب عن طريق خلط التمر مع الماء والخميرة، وتخمير الخليط، ثم تقطيره. عادة ما يكون في حالة مشروب نقي.
خلال نزاع السودان، قدم عدد من النساء السودانيات الجنوبيات إلى الشمال كلاجئات، ووجدن أن بعض المهن الوحيدة المتاحة لهن هي الدعارة أو تخمير العرقي، وهذه الأخيرة مهارة لدى البعض بالفعل، مع طلب السوق لهذه المشروبات. أشار تقرير للأمم المتحدة عام 2000 إلى أن 80% من النساء في سجن النساء في الخرطوم كن متهمات بتهمة الدعارة أو بتخمير العرقي.